# خوزه مارتینز (بازیکن فوتبال، زاده ۱۹۹۳)
خوزه مارتینز (انگلیسی: José Martínez؛ زادهٔ ۱۲ فوریهٔ ۱۹۹۳) بازیکن فوتبال اهل اسپانیا است.
از باشگاه‌هایی که در آن بازی کرده‌است می‌توان به باشگاه فوتبال بارسلونا بی و باشگاه فوتبال بارسلونا اشاره کرد.